# Rafał Molencki
Rafał Antoni Molencki (ur. 1957) – polski filolog, anglista, prof. dr hab. nauk humanistycznych, profesor  Instytutu Językoznawstwa Wydziału Humanistycznego Uniwersytetu Śląskiego w Katowicach i Katedry Filologii Wydziału Humanistycznego Wyższej Szkoły Zarządzania Marketingowego i Języków Obcych w Katowicach.

## Życiorys
22 listopada 1988 obronił pracę doktorską Komplementacja czasownika w języku staroangielskim, 29 lutego 2000 habilitował się na podstawie pracy zatytułowanej Rozwój konstrukcji kontrfaktycznych w języku angielskim. 17 stycznia 2013 nadano mu tytuł profesora w zakresie nauk humanistycznych. Objął stanowisko profesora nadzwyczajnego w Katedrze Filologii na Wydziale Humanistycznym Wyższej Szkoły Zarządzania Marketingowego i Języków Obcych w Katowicach oraz w Instytucie Języka Angielskiego Wydziału Filologicznego Uniwersytetu Śląskiego w Katowicach.
Piastuje stanowisko specjalisty Komitetu Językoznawstwa na I Wydziale Nauk Humanistycznych i Społecznych Polskiej Akademii Nauk, a także był dziekanem na Wydziale Filologicznym Uniwersytetu Śląskiego w Katowicach.